# Weakley County
Weakley County är ett administrativt område i delstaten Tennessee, USA. År 2010 hade countyt 35 021 invånare. Den administrativa huvudorten (county seat) är Dresden.

## Geografi
Enligt United States Census Bureau har countyt en total area på 1 507 km². 1 503 km² av den arean är land och 4 km² är vatten.

### Angränsande countyn
- Graves County, Kentucky - norr
- Henry County - öst
- Carroll County - sydost
- Gibson County - sydväst
- Obion County - väst

### Orter
- Dresden (huvudort)
- Greenfield
- Martin